# Inicijalna javna ponuda (IPO)
Prva javna ponuda (eng. initial public offering - IPO) jest prva javna ponuda dionica nekog poduzeća. Često se skraćeno označava kao IPO. Prvom javnom ponudom poduzeće izlazi na tržište kapitala po prvi puta u povijesti. 
Razloga je više a najčešći mogući su: 
1. povećanje kapitala
2. kompenzacija zaposlenih
3. ativnost spajanja i preuzimanja tvrtki može biti jednostavnija za javnu tvrtku kad je utvrđena vrijednost na tržištu, a koja može koristiti svoje dionice za stjecanje druge tvrtke.

## Vanjske poveznice
- Ulaganje u poduzeće prije IPO-a